# فقر دم أطفال الخداج
فقر دم الخدج يشير فقر دم الأطفال الخدج إلى شكل من أشكال فقر الدم الذي يصيب الرضع الخُدج مع انخفاض في هيموغلوبين الدم

## العوامل الفيسيولوجية  المرضية
غالباً ما يكون الأطفال الخدج مصابين بفقر الدم، وعادة ما يتعرضون لخسائر دموية كبيرة أي أنهم يفقدون الكثير من الدم  من خلال الاختبارات المتكررة في الأسابيع القليلة الأولى من الحياة. على الرغم من أن فقر الدم هو متعدد العوامل وله الكثير من الاسباب، فإن أخذ عينات الدم المتكررة وتقليص كريات  الدم الحمراء مع مستويات مصل منخفضة للغاية من الإريثروبويتين (EPO) هما من العوامل الرئيسية.
أخذ عينات الدم التي يتم إجراؤها لإجراء الفحوصات المخبرية يمكنها بسهولة أن تتسبب في فقدان كمية كافية من الدم مما يسبب ما يسمى فقر الدم. قام كل من العلماء Obladen و Sachsenweger بدراسة 60 رضيع اوزانهم قليلة عند الولادة خلال الأيام الثمانية والعشرين الأولى من حياتهم.
تم تقسيم الرضع إلى 3 مجموعات، المجموعة 1 (لا يوجد جهاز التنفس الصناعي كداعم لهم، 24 مل / كغ من فقدان الدم)، المجموعة 2 (دعم تهوية طفيف، 60 ميلي لتر لكل كيلوغرام من فقدان الدم)، ومجموعة 3 (دعم تهوية لمتلازمة الضائقة التنفسية، 67 مل / كغم من فقدان الدم). تم فحص الرضع من الأعراض السريرية والعلامات المخبرية لفقر الدم قبل 24 ساعة من نقل الدم وبعده. ووجدت الدراسة أن المجموعتين 2 و 3 اللتين كان لديهما قدر كبير من فقدان الدم، أظهرتا زيادة في الوزن، وشحوب، وبطن منتفخ. هذه التفاعلات هي أكثر أعراض فقر الدم شيوعاً.
خلال الأسابيع الأولى من الحياة، يعاني جميع الرضع من انخفاض في حجم خلايا الدم الحمراء (RBC) التي يتم التعبير عنها عمومًا بتركيز الدم (الهيموجلوبين) (Hb) مع تطور فقر الدم، هناك انخفاض أكبر في تركيز الهيموجلوبين. عادة هذا يحفز زيادة كبيرة في إنتاج الإريثروبويتين (EPO)، ولكن هذه الاستجابة تتضاءل وتنخفض عند الخدج.
أجرى الباحثون: جيل، نيويل، ريتشاردز وشوارتز (2005) دراسة لإثبات وجود علاقة سلبية ضعيفة بين الإريثروبويتين والهيموجلوبين. قام الباحثون بتجنيد 39 خديجًا من عمر 10 أيام أو بمجرد أن يتمكنوا من التدبير دون دعم الجهاز التنفسي. وقدروا مجموع الإريثروبويتين والهيموجلوبين أسبوعيًا وبعد يومين من نقل الدم. ووجدت الدراسة أنه عندما يكون الهيموجلوبين<10، يكون الإريثروبويتين= 20.6 وعندما يكون الهيموجلوبين≤10، يكون الإريثروبويتين =26.8. فمع انخفاض الهيموجلوبين، يرتفع الإريثروبويتين، في حين أن سبب هذا الانخفاض في الاستجابة ليس مفهوما تماماً، إلا أن النتائج  تنص على أنه ناتج عن عوامل فيزيولوجية (على سبيل المثال، معدل النمو السريع والحاجة إلى زيادة متناسبة في كتلة كرات الدم الحمراء المرافقة لزيادة في حجم الدم) وفي الرضع الخدج المرضى، من خسائر الدم الفصد الوريدي. في الرضع الخدج يحدث هذا الانخفاض في وقت مبكر وأكثر وضوحا ان يحصل في الرضع الناضجين والأكبر عمراً. الرضع الناضجون الأصحاء نادراً ما يهبط أقل من 9 غ / دلتر في سن يقارب من 10-12 أسبوعاً، بينما في الرضع الخدج، (حتى في أولئك الذين لا يعانون من أمراض معقدة، ينخفض متوسط الهيموغلوبين إلى 8 غرام / ديسيلتر تقريباً)عند الرضع الذين يتراوح وزنهم بين 1.0 و 1.5 كيلوغرام. الوزن وإلى 7غ/دلتر عند الرضع <1.0 كجم. لأن هذا الانخفاض في مستوى الهيموغلوبين بعد الولادة هو طبيعي  ويتم تحمله جيدًا عند الرضع الناضجين، يشار إليه عادة باسم فقر الدم «الفسيولوجي» في مرحلة الطفولة. ومع ذلك، في الرضع الخدج قد يترافق انخفاض هيموغلوبين الدم مع علامات سريرية غير طبيعية شديدة بما فيها الكفاية لتنقل الدم في الجسم

## العلاج

### نقل الدم
فقر دم الخُدج عادة ما يتم علاجه عن طريق نقل الدم ولكن المؤشرات والأدلة  لهذا لا تزال غير واضحة. عمليات نقل الدم تنطوي على مخاطر عدم التوافق وتفاعلات نقل الدم وكذلك العدوى الفيروسية أيضا، وعمليات نقل الدم مكلفة وتزيد من القلق لدى الوالدين. ولهذا أفضل علاج في الوقاية هو التقليل من كمية الدم التي يتم سحبها من الرضيع.
ووجد أنه بما أن فقدان الدم الذي يعزى إلى الفحوص المختبرية هو السبب الرئيسي لفقر الدم بين الخدج خلال الأسابيع الأولى من الحياة، فقد قمنا بتحديد كمية الدم المفقودة التي تعزى إلى تجاوز الفصد الوريدي، وهو أمر يمكن تجنبه.
تم إجراء دراسة لمعرفة متى وإذا كان السحب الزائد هو المشكلة؛ قاموا بتسجيل جميع البيانات التي يمكن أن تكون ذات تأثير مثل الاختبار الذي تم إجراؤه، وحاوية تجميع الدم المستخدمة، ومكان الرضع (وحدة العناية المركزة للولدان (NICU) ووحدة العناية المركزة المتوسطة)، وأخذ عينات وزن الرضيع ومستوى الفصائل الوريدية التجريبية، وتبديل العمل بين الممرضين، والدور الطبي.
تم تصنيف الرضع حسب الوزن إلى 3 مجموعات: أقل من 1 كجم، و 1 إلى 2 كجم، و> 2 كجم. تم حساب حجم الدم الذي تم إزالته عن طريق طرح وزن حاوية التجميع الفارغة من حاوية التي يوجد فيها  الدم. ووجد الباحثون أن متوسط حجم الدم الذي تم استخلاصه في اختبارات 578 قد تجاوز ما طلبه مختبر المستشفى بنسبة 19.0٪ ± 1.8٪ لكل اختبار. كانت العوامل الرئيسية للزيادة هي: جمع في حاويات الدم دون خطوط تعبئة، والرضع أقل  وزنًا والأطفال الرضع ذوي الحالات الحرجة الذين يتم رعايتهم في وحدة الرعاية المركزة (NICU).

## إريثروبويتين
يمكن إعطاء إريثروبويتين المؤتلف (r-EPO) إلى الخدج لتحفيز إنتاج خلايا الدم الحمراء. درس الباحث  براون وكيث (1999) مجموعتين من 40رضيع من ذوي الأوزان القليلة عند الولادة لمقارنة استجابة كريات الدم الحمراء بين مرتين إلى خمس مرات في الأسبوع وتأثير جرعات الإريثروبويتين البشري المؤتلف (r-EPO) باستخدام نفس الجرعة. وقد أثبتوا أن زيادة الجرعة المتكررة لنفس الكمية الأسبوعية من R-EPO قد أنتجت  زيادة كبيرة ومستمرة في هيموغلوبين  الرضع الذين اوزانهم قليله  وكان الرضع الذين تلقوا خمس جرعات قد بلغ 219857 مم³ بينما كان الرضع الذين تلقوا جرعتين فقط 173.161 مم³. ومع ذلك، فإن الاستجابة لـ R-EPO تستغرق عادة ما يصل إلى أسبوعين وتؤدي الجرعات الأعلى إلى هيموغلوبين أعلى. كما أظهرت الدراسة التي أجراها براون وكيث (1999) استجابات بين جدولتي جرعات (مرتين في الأسبوع وخمس مرات في الأسبوع). تم تجنيد الرضع لعمر الحمل - العمر منذ الحمل - 27 أسبوعا و 28 إلى 30 أسبوعا وبعد ذلك تم اختيارهم بصورة عشوائية في المجموعتين، كل منها يبلغ 500 U / كغ في الأسبوع. وجد كل من براون وكيث أنه بعد أسبوعين من إعطاء الـ ER-EPO ، ازدادت أعداد الـ هيموغلوبين وتم تجفيفها. الرضع الذين تلقوا R-EPO خمس مرات في الأسبوع كان الهيموغلوبين أعلى بكثير. كان هذه النتائج في أربعة أسابيع لجميع الأطفال الرضع -30 أسبوعا من الحمل وفي 8 أسابيع للرضع -27 أسبوعا من الحمل.
حتى الآن، كانت دراسات استخدام  الايرثروبيوتين في الخدج  لها نتائج مختلطة.الباحث أوهلس وآخرون فحصو استخدام الايرثروبيوتين في وقت مبكر بالإضافة إلى الحديد ولم يجد أي فوائد على المدى القصير في مجموعتين من الرضع (172 الرضع أقل من 1000 غرام و 118 رضيع 1000-1250 غرام). وقد تلقى جميع الرضع المعالجين بـ r-EPO 400 وحدة / جرام ثلاث مرات في الأسبوع حتى بلغوا 35 أسبوعاً من عمر الحمل. لم يقلل استخدام الايرثروبيوتين من متوسط عدد عمليات نقل الدم عند الرضع الذين ولدوا بأقل من 1000 غم، أو النسبة المئوية للرضع في المجموعة من 1000 إلى 1250.
درست تجربة أوروبية متعددة المراكز أن يتم إعطاء الرضع  الايرثروبيوتين في وقت مبكر في مع أوزان الولادة بين 500 و 999 غرام. فتم إعطائهم R-EPO بنسبة قريبة من 750 وحدة / كغ / أسبوع للرضع في كل من المجموعات المبكرة (1–9 أسابيع) والمجموعات المتأخرة (4-10 أسابيع). وتمت مقارنة المجموعتين إلى مجموعة التحكم الذين لم يتلقوا R-EPO. تلقى الرضع في المجموعات الثلاث من 3 إلى 9 مغ / كغ من الحديد المعوي. وأفاد هؤلاء الباحثون انخفاض طفيف في نقل الدم والتعرض للمانحين في المجموعة R-EPO المبكر (1–9 أسابيع): 13٪ مبكرًا، 11٪ متأخرة و 4٪ مجموعة تحكم. .ومن المحتمل أن يستفيد من استخدامه فقط مجموعة فرعية مختارة بعناية من الرضع. ولكن على عكس ما قيل للتو، ذكر الباحثين  بين وبلاكبيرن (2004) في دراسة أخرى أن استخدام الـ R-EPO لا يبدو له تأثير كبير على تقليل عدد عمليات نقل الدم الباكر في معظم الرضع، ولكن قد يكون مفيدا في تقليل أعداد نقل متأخر في الرضع منخفضي وزن الولادة للغاية. عملت فرقة عمل بريطانية على وضع مبادئ توجيهية لنقل الدم للخُدج والأطفال الصغار وللمساعدة في تفسير هذا الختلاط في الآونة الأخيرة إلى أن "الجرعة المثالية، والتوقيت، والدعم التغذوي المطلوب أثناء العلاج باليرثروبيوتين  لم يتم تحديدها وحالياً الاستخدام الروتيني لـ لارثروبيوتين في هذا المريض لا يوصى في الوقت الحالي باستخدام الروتين المتبع باعطاء الايرثروبيوتين في هذه الفئة من الاعمار  حيث يمكن تحقيق نتائج مماثلة من دون استخدام الايرثروبيوتين  عن طريق استخدام تقنيات جديده واجهزه حديثه لسحب الدم من الأطفال من دون الوصول إلى فقر الدم الناتج من فقدان كميات من الدم الوريدي الذي يتم سحبه من الأطفال لغايات الفحوصات المخبريه.

## إدارة نقل الدم
الاستراتيجيات الأخرى تنطوي على الحد من فقدان الدم أثناء الفصد أو سحب الدم الوريدي.
وقد قيمت هذه الاستراتيجيات استخدام المبادئ التوجيهية لعمليات نقل الدم الصارمة والعلاج بالايرثروبيوتين، ولكن يبقى الحد من فقدان الدم الأكثر أهمية.
وخصوصاً بالنسبة للرضع ذوي الوزن  المنخفض عند الولادة فإن اختبارات الدم المختبرية باستخدام أجهزة سريريه خاصة  توفر فرصة فريدة للحد من عمليات نقل الدم. إن استخدام هذا النوع من الأجهزة لقياس اختبارات الدم الأكثر شيوعًا ويمكن أن يقلل بشكل كبير من فقدان الفصد (الدم الوريدي الذي يتم سحبه) ويؤدي إلى تقليل الحاجة إلى نقل الدم بين الأطفال الخدج ذوي الحالات الحرجة. تم إجراء دراسة من قبل ستة باحثون آدمز، بينيتز، غيغان، كومار، مادان وويدنيس (2005) لاختبار هذه النظرية من خلال إجراء مراجعة بأثر رجعي على جميع الأطفال الموجوودون > أقل من 1000 جرام تم إدخالهم إلى وحدة الرعاية المركزة الحثيثه (NICU) خلال عامين منفصلين. تم إجراء التحليل المختبري العلوي للمقاعد التقليدية خلال السنة الأولى باستخدام مقياس غازات الدم ومقياس تحليل كهارل الدم. تم إجراء تحليل غاز الدم خلال السنة الثانية باستخدام محلل ومقدم للرعاية الطبية. تم تحديد فقدان الدم المقدر في المجموعتين على أساس عدد من اختبارات الدم المحددة على الأطفال الرضع. وجدت الدراسة أن هناك انخفاض يقدر بنحو 30 ٪ في إجمالي حجم الدم الذي أزيل وتم فقدانه لاختبارات الدم.لخصت  هذه الدراسة إلى أن هناك تكنولوجيا حديثة يمكن استخدامها بدلا من عمليات نقل الدم والعلاج بالايرثروبيوتين.